# W2150AB
 WISE 2150–7520 AB  (förkortat W2150AB) är en dubbelstjärna belägen i den norra delen av stjärnbilden Oktanten. Baserat på parallax enligt Gaia Data Release 2 på ca 41,36 mas, beräknas den befinna sig på ett avstånd på ca 79 ljusår (24 parsek) från solen.

## Observation
WISE 2150–7520 AB är en vid dubbelstjärna med en separation av 341 astronomiska enheter. Primärstjärnan upptäcktes 2005 som ett infrarött objekt med hög egenrörelse och 2008 visade den sig vara en ultrakall dvärg med spektraltyp L. Följeslagaren, en mycket svalare dvärgstjärna av spektraltyp T, upptäcktes av frivilliga från amatörvetenskapsprojektet Backyard Worlds: Planet 9, med hjälp av data från Wide-field Infrared Survey Explorer (WISE) och en vetenskaplig artikel som beskrev konstellationen publicerades i Astrophysical Journal 2020.
Systemet tillhör ett endast fåtal bruna dvärgbinärer som lätt kan upplösas med markbaserade teleskop. Ett annat exempel är SDSS J1416+1348.

## Egenskaper

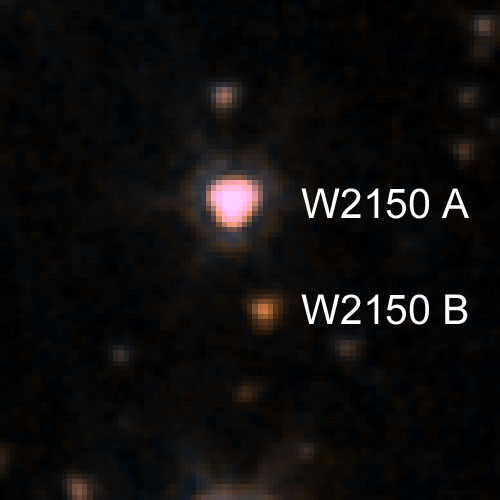
Bild av systemet tagen med Spitzer Space Telescope

Systemet består av en primärstjärna av spekralklass L1 med en massa på 72 ± 12 MJ och en följeslagare av spektralklass T8 med en massa på 34 ± 22 MJ. De bruna dvärgarna är åtskilda av 341 astronomiska enheter. Andra bruna dvärgar visar en liknande vid binär konfiguration, som Oph 162225-240515, men de flesta av dem är unga eller har en högre totalmassa. W2150AB är ovanlig då den inte visar tecken på ungdom med en ålder som uppskattas till mellan 0,5 och 10 miljarder år. Kombinationen av låg total massa och stor separation resulterar i en låg gravitationsbindningsenergi för systemet. Forskarna jämförde bindningsenergin och massförhållandet för systemet med andra bruna dvärgbinärer och fann 2M1101AB som ett yngre syskon. W2150AB måste ha bildats som andra bruna dvärgbinärer i ett mer trångt område och lämnat denna födelseregion och överlevt alla interaktioner med närliggande stjärnor eller gigantiska molekylära moln som lätt skulle kunna störa detta par och lämnade bara två enstaka bruna dvärgar.